# British Unemployment Office
Au Royaume-Uni, le British Unemployment Office est le nom historique d'une organisation chargée de proposer des emplois aux personnes touchées par le chômage qui a pris ensuite le nom de Employment Service. Il dépendait du Department for Work and Pensions (direction du travail et des retraites) au sein du Minister of State for Employment and Welfare Reform (ministère de l'emploi et de la réforme de l'État).
En avril 2002, Employment Service et Benefits Agency (l'agence chargée du versement des allocations de chômage) ont fusionné pour former Jobcentre Plus, doté du statut d'agence exécutive.
- Jobcentre Plus (en)